# Charles Frederick Brudenell-Bruce
Lord Charles Frederick Brudenell-Bruce (* 4. März 1849; † 31. Mai 1936) war ein britischer Politiker, Friedensrichter und Major der Royal Wiltshire Yeomanry.

## Leben
Er wirkte 1919/20 als Generalsekretär der „Internationalen Kommission für die Überwachung des Plebiszits in Schleswig“ (französisch Commission Internationale de Surveillance du Plébiscite Slesvig (CIS)) in Kopenhagen und Flensburg. Die CIS war von der Entente als Ergebnis des Versailler Vertrages vorgesehen, um die Volksabstimmungen in Schleswig zu begleiten. So sollten die im Versailler Vertrag vorgesehenen Gebietsabtretungen der Weimarer Republik an das Königreich Dänemark rechtlich legitimiert werden.
Charles Frederick war verheiratet mit Margaret Renshaw.
Seine Eltern waren Ernest Brudenell-Bruce, 3. Marquess of Ailesbury (* 8. Januar 1811; † 18. Oktober 1886) und Louisa Elizabeth Horsley-Beresford. Er war das jüngste Kind mit sechs weiteren Geschwistern.

## Werke
- Danmark venter (dt. Dänemark wartet), 1934.